# Kurtia argillacea
Espèce
Kurtia argillacea (longtemps connu sous le nom Hyphoderma argillaceum) est une espèce de champignons (Fungi) basidiomycètes de l'ordre des Corticiales. Il possède des fructifications encroûtées de couleur blanchâtre, et pousse sur le bois mort des conifères et des arbres à feuilles caduques. L'espèce a une répartition holarctique et pantropicale.

## Description

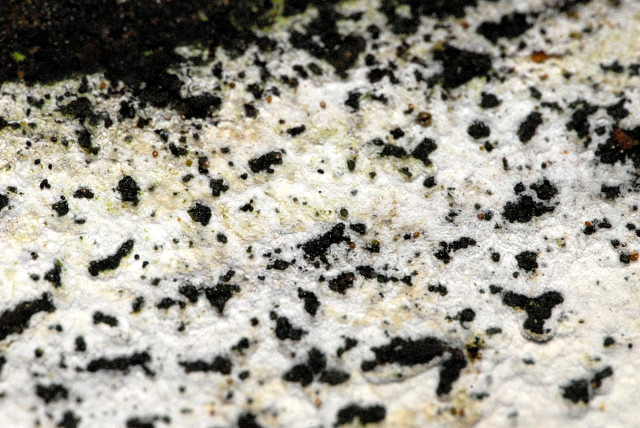
Kurtia argillacea.

Ce champignon morphologiquement proche de la Mérule produit un basidiome résupiné en forme de croûte coloré de blanc crème jaunissant en vieillissant et à la texture cirée et molle,.
Sa détermination certaine passe obligatoirement par la microscopie car d'autres espèces présentent un aspect extérieur similaire comme Peniophorela praetermissa et Megalocystidium luridum. Kurtia argillacea produit des spores mesurant de 5 à 10 μm de long pour 4 à 6 μm de large qui ne bleuissent pas au bleu de méthylène contrairement à M. luridum et des cystides allongées et ventrues qui ne réagissent pas à la sulfovanilline contrairement à P. praetermissa,.

## Répartition
L'espèce a une répartition holarctique, africaine et sud-américaine.  

## Écologie
Kurtia argillacea est généralement considérée comme un saprobionte, c'est-à-dire se nourrissant de matière organique en décomposition dans la litière. Il apprécie le bois mort de conifères comme l'Épicéa commun et de feuillus comme les Peupliers et se retrouve dans des habitats plutôt ombragés et humides, Or, il s'avère que son mycélium est également en association symbiotique avec quelques Éricacées à travers leurs mycorhizes éricoïdes. 

## Systématique
Ce dernier caractère écologique en fait la seule espèce de Basidiomycètes avec les Sebacinales ayant mis en place cette stratégie écologique. Sa position phylogénétique est dès lors remis en question. De plus, elle s'avère être un complexe d'espèces cryptiques.

## Synonymie
Kurtia argillacea a pour synonymes :
- Corticium argillaceum Bres. (basionyme)
- Gloeocystidium argillaceum (Bres.) Höhn. & Litsch.
- Hyphoderma argillaceum (Bres.) Donk
- Hyphoderma reticulatum (Wakef.) Donk
- Kneiffia argillacea (Bres.) Bres.
- Kneiffia carneola Bres.
- Peniophora argillacea (Bres.) Sacc. & P.Syd.
- Peniophora carneola (Bres.) Höhn. & Litsch.
- Peniophora reticulata Wakef.